# Bruce Conner
Pour les articles homonymes, voir Conner.
Bruce Conner est un réalisateur, photographe, dessinateur, lithographe et collagiste américain, né le 18 novembre 1933 à McPherson, Kansas (États-Unis) et mort le 7 juillet 2008 à San Francisco, Californie.
Il est un pionnier du cinéma expérimental, et plus particulièrement du film de found footage dont il est un des maîtres incontestés, reconnu dans le monde entier. Il a côtoyé des artistes majeurs du XXe siècle, notamment dans le cadre d'une grande exposition à New York au Museum of Modern Art en 1961 : The Art of Assemblage. Le Centre Pompidou lui a consacré une rétrospective en 2009 à Paris.

## Biographie
Il pratique la lithographie au Tamarind Institute.

## Filmographie
Filmographie  :
- 1958 : A MOVIE (1958 / 12 min / 16 mm / nb / musique: Ottorino Respighi, Pines of Rome (Pini di Roma, 1924). Souvent considéré comme le premier film collage, A Movie devait à l’origine être présenté en boucle dans l’une des boîtes-sculptures de Bruce Conner. À partir d’images recyclées, Bruce Conner nous entraîne dans une vision d’apocalypse.
- 1962 : Cosmic Ray (1961 / 4 min / 16 mm / nb / son. Collage frénétique autour d’un nu féminin pris entre les lumières de la ville, des bandes d’actualités sur l’armée, la guerre, des images d’archives, Mickey Mouse, des feux d’artifice)
- 1965 : Vivian (1964 / 3 min / 16 mm / nb / son. Performance filmée à l’occasion d’une exposition de Bruce Conner dans une galerie de San Francisco en 1964)
- 1965 : Ten Second Film (1965 / 10 s / 16 mm / nb / sil. Dix amorces de dix films collées ensembles pour dix secondes d’images)
- 1965 : A Class Picture of the CCAC Film Class of '65 Actually Taught by Bruce Conner in the Tradition of Lumière
- 1966 : Easter Morning Raga
- 1966 : Breakaway (1966 / 5 min / 16 mm / nb / son. : musique d’Ed Cobb. La chanteuse Toni Basil (Antonia Christina Basilotta) danse sur un air composé par Ed Cobb : « I’m gonna break away from all the chains that bind and everyday I’ll wear what I want and do what suits me fine »)
- 1967 : The White Rose (1967 / 7 min / 16 mm / nb / son. Documentaire élégiaque sur le lent déménagement de la toile de Jay DeFeo, The Rose, qui pèse plus d’une tonne)
- 1967 : Report (1963-1967 / 13 min / 16 mm / nb / son. Reconstruction-commémoration de la mort de John Fitzgerald Kennedy, à partir d’archives télévisuelles et d’enregistrements radiophoniques)
- 1967 : Luke
- 1967 : Looking for Mushrooms
- 1968 : Antonia Christina Basilotta
- 1969 : Permian Strata
- 1973 : Marilyn Times Five (1968-1973 / 13 min 50 s / 16 mm / nb / son. Avec Arline Hunter. Sur la chanson « I’m through with love », Arline Hunter joue les Marilyn devant la caméra)
- 1976 : Take the 5:10 to Dreamland (1977 / 5 min 50 s / 16 mm / sépia / son. : musique de Patrick Gleeson. Comme Valse triste, réalisé l’année suivante, Take the 5:10 to Dreamland reconstitue l’image d’un passé idéal, que la mort ou la catastrophe n’ont pas atteint, une enclave temporelle placée sous le signe de l’innocence)
- 1976 : Crossroads (1976 / 36 min / 35 mm / nb / son. : musique de Patrick Gleeson et Terry Riley. Les images d’un essai nucléaire américain, répétées vingt-sept fois, montrées de trois points de vue différents, finissent par créer un spectacle irréel, à dimension cosmique)
- 1977 : Valse Triste (1964 / 3 min / 16 mm / nb / son. Bruce Conner reconstitue son adolescence au Kansas à partir d’images prélevées dans des films des années 40)
- 1978 : Mongoloid (1978 / 3 min 50 s / 16 mm / nb / son : musique de Devo. « Mongoloid he was a mongoloid, happier than you and me. Mongoloid he was a mongoloid, and it determined what he could see. Mongoloid he was a mongoloid, one chromosome too many. And he wore a hat, and he had a job. And he brought home the bacon so that no one knew. » Devo)
- 1981 : Mea Culpa (1981 / 5 min / 16 mm / nb / son. : musique de Brian Eno et David Byrne. Première collaboration de Bruce Conner avec Brian Eno et David Byrne dans laquelle Bruce Conner monte des images de films éducatifs sur la musique de « Mea Culpa » extraite de l’album My Life in the Bush of Ghosts sorti en 1981)
- 1981 : America Is Waiting (1982 / 3 min 50 s / 16 mm / nb / son. : musique de David Byrne et Brian Eno. Patriotisme, paranoïa et pouvoir)
- 1995 : Television Assassination (1963-1995 / 14 min / 16 mm / nb / son. : musique de Patrick Gleeson. Projeté à l’origine sur un poste de télévision décrépit, ce film est une méditation sur le spectacle de l’assassinat de JFK et sur la diffusion des images)
- 1996 : Looking for Mushrooms (1996 / 14 min 50 s / 16 mm / coul. / son. : musique de Terry Riley. Bruce Conner a remonté les premières images en couleur qu’il a tournées lors de ses voyages au Mexique et de ses débuts à San Francisco et les a ralenties pour en faire un film hypnotique et envoûtant)
- 2004 : Luke (2004 / 22 min / dvd / coul / son. : musique de Patrick Gleeson. Première œuvre réalisée en vidéo à partir d’un film 8mm tourné en 1967 sur le plateau de Luke la main froide [Cool Hand Luke de Stuart Rosenberg]. Passant l’œuvre au ralenti (trois images par seconde au lieu de la cadence habituelle de vingt-quatre images par seconde), elle devient une réflexion sur le cinéma et le paysage)
- 2006 : His Eye is on the Sparrow (2006 / 4 min / dvd / nb et coul / son. Bruce Conner utilise les images de son documentaire inachevé sur le groupe de gospel « The Soul Stirrers » pour illustrer leur version du classique His Eye Is on the Sparrow)
- 2008 : Easter Morning (2008 / 10 min / dvd / coul. / son. Dernier travail de Bruce Conner, réalisé à partir d’images de son film inédit, Easter Morning Raga (1966), qui fait état de son intérêt jamais démenti pour le psychédélisme)

## Expositions
- 2009 : rétrospective Bruce Conner, Paris, Centre Pompidou.
- 2010 : Rencontres d'Arles, Arles.
- 2016: It's all true, New York, Museum of Modern Art.